# 蒲郡市民病院

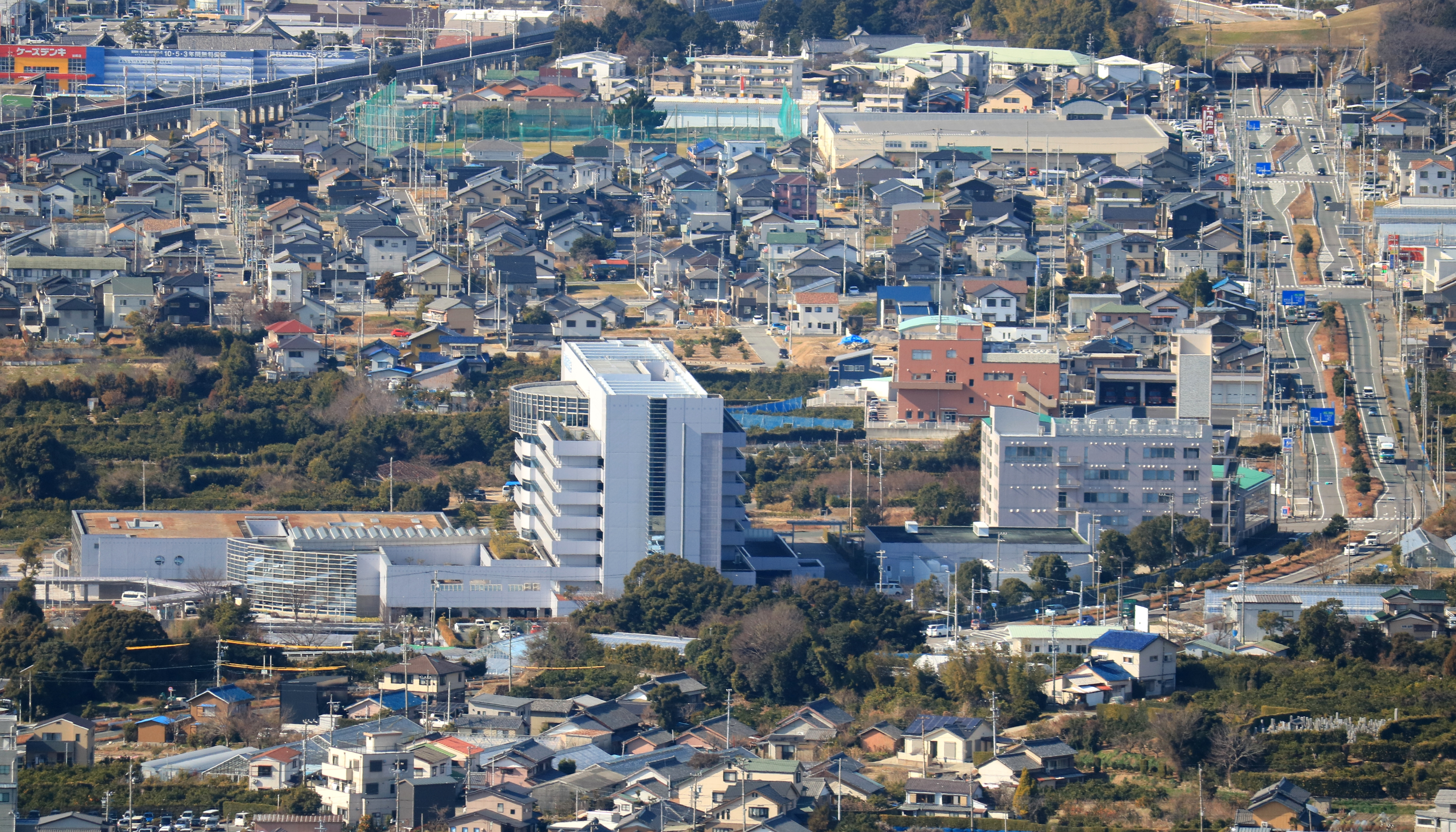
東側の砥神山から望む蒲郡市民病院と北側に隣接する蒲郡市立ソフィア看護専門学校、北側に国道247号が通る

蒲郡市民病院（がまごおりしみんびょういん）は、愛知県蒲郡市にある市立の病院である。

## 概要
以前は同市八百富町にあったが、1997年（平成9年）に現在の場所に移転。跡地はサンヨネ蒲郡店となっている。病院敷地内には、蒲郡市立ソフィア看護専門学校が併設されている。
2015年（平成27年）7月30日付で自治体病院としては全国で初めて「特定認定再生医療等委員会」に認定された。
2018年（平成30年）4月1日より、名古屋市立大学病院と提携をし、院内に「名古屋市立大学病院地域連携研究センター 蒲郡分室」を設置。名市大病院より8名の医師が赴任。
2次救急を担う東三河の基幹病院である。
1階ホスピタルモールで院内コンサートが定期的に実施されている。
2019年（平成31年）4月1日現在の常勤医師数は52名である。

## 沿革
- 1945年（昭和20年）
  - 9月 - 西宝5か町村国保組合で「宝飯診療所」を開設[広報 1]。
  - 11月 - 「宝飯国民病院」に改称[広報 1]。
- 1948年（昭和23年）3月 - 結核病床を新築し、病床数96床となる[広報 1]。
- 1952年（昭和27年）1月 - 伝染病舎28床を開設[広報 1]。
- 1960年（昭和35年）1月 - 八百富町に新築移転し、「公立蒲郡病院」に改称、病床数232床[広報 1]。
- 1963年（昭和38年）4月 - 「蒲郡市民病院」に改称。「併設伝染病舎」を「蒲郡市立隔離病舎」に改称[広報 1]。
- 1964年（昭和39年）10月 - 北棟増築により、病床数365床（一般265床、結核52床、伝染48床）となる[広報 1]。
- 1975年（昭和50年）10月 - 西棟増築により、病床数390床（一般290床、特定52床、伝染48床）となる[広報 1]。
- 1986年（昭和61年）2月 - 結核病床52床を廃止して、一般病床に転用。一般342床、伝染48床）となる[広報 1]。
- 1995年（平成7年）2月 - 平田町と五井町地内に、新病院建設に着手[広報 1]。
- 1997年（平成9年）
  - 3月 - 新蒲郡市民病院本館及び、エネルギー棟建築工事完了[広報 1]。
  - 10月 - 平田町向田1番地1に新築移転、病床数390床（一般382床（うち開放型病床40床）、伝染8床）となる[広報 1]。
- 1999年（平成11年）3月 - 伝染病予防法の廃止により、伝染病床8床を廃止し、病床数382床となる。一般382床（うち開放型病床40床）[広報 1]。
- 2004年（平成16年）3月 - 厚生労働省より臨床研修病院の指定を受ける[広報 1]。
- 2007年（平成19年）
  - 1月 - 医療情報システムを更新し、電子カルテを導入[広報 1]。
  - 11月 - 消化器内科医師2名が大学医局へ引き揚げ、同科が休診となる[要出典]。
  - 12月 - 外来化学療法室を増築[広報 1]。
- 2008年（平成20年）4月23日 - 医師不足により60床休床（4階フロア閉鎖）し、病床数322床となる[要出典]。
- 2009年（平成21年）6月 - 消化器内科の診療が再開される[要出典]。
- 2015年（平成27年）
  - 4月 - 地域包括ケア病棟（47床）の運用を開始[広報 1]。
  - 7月30日 - 自治体病院としては全国初の「特定認定再生医療等委員会」に認定[1]。
- 2018年（平成30年）
  - 4月 - 名古屋市立大学病院地域連携研究センター 蒲郡分室設置。

## 診療科
- 内科[広報 2]
  - 呼吸器科
  - 消化器科
  - 循環器科
  - 腎臓内科
  - 内分泌・糖尿病
  - 神経内科
  - 血液内科
- 外科
  - 乳腺専門外来
- 整形外科[広報 2]
  - 関節外科
  - 形成外科
- 眼科[広報 2]
- 小児科[広報 2]
- 耳鼻咽喉科[広報 2]
- 皮膚科[広報 2]
- 泌尿器科[広報 2]
- 産婦人科
  - 分娩取り扱い数を制限中。
- 脳神経外科[広報 2]
- 精神神経科
  - 診療再開に伴い、心療神経科から改称。
  - 2010年（平成22年）8月5日より休診。
- 歯科口腔外科[広報 2]
- 放射線科[広報 2]
- 麻酔科[広報 2]
- リハビリテーション科[広報 2]

## 医療機関指定
出典
| 保険医療機関           | 国民健康保険療養取扱機関     |
| 労災保険指定病院       | 結核予防法指定医療機関       |
| 生活保護法指定機関     | 身体障害者福祉法指定医療機関 |
| 母子保健法指定医療機関 | 原爆被爆者一般疾病医療機関   |
| 更生医療指定医療機関   | 救急指定病院                 |
| 臨床研修指定病院       | 歯科医師臨床研修施設         |
| 第一種協定指定医療機関 | 第二種協定指定医療機関       |

## 学会認定施設
出典
| 卒後臨床研修評価機構認定病院                     | 日本内科学会認定内科専門医教育関連病院   |
| 日本循環器学会専門医研修施設                     | 日本外科学会認定医・専門医修練施設       |
| 日本消化器外科学会専門医制度修練施設             | 日本呼吸器外科学会専門研修連携施設       |
| 日本がん治療認定医機構認定研修施設               | 日本整形外科学会専門医研修施設           |
| 日本脳神経外科学会専門医訓練施設                 | 日本脳卒中学会認定研修教育病院           |
| 一次脳卒中センター（PSC)                         | 日本眼科学会専門医研修施設               |
| 日本耳鼻咽喉科学会専門医研修施設                 | 日本小児科学会専門医研修施設             |
| 日本周産期・新生児医学会専門医暫定研修施設       | 日本産科婦人科学会卒後研修指導施設       |
| 日本麻酔学会麻酔科認定病院                       | 日本静脈経腸栄養学会NST稼動施設          |
| 日本口腔外科学会認定医研修機関                   | 日本大腸肛門病学会認定施設               |
| 日本アレルギー学会アレルギー専門医準教育研修施設 | 日本皮膚科学会認定専門医研修施設         |
| 日本肝臓学会肝臓専門医研修特別連携施設           | 日本消化器内視鏡学会指導施設             |
| 日本糖尿病学会認定教育施設                       | 日本高血圧学会認定 高血圧研修施設Ⅱ       |
| 日本透析医学会専門医制度教育関連施設             | 日本腎臓学会認定教育施設                 |
| 日本胆道学会指導施設                             | 日本医学放射線学会放射線科専門医修練機関 |

## 施設
- 本館棟：SRC造（一部RC、S造）地上8階建て[広報 1]
- エネルギー棟：RC造地下1階地上1階建て[広報 1]
- 1F：キャッシュコーナー[広報 3]、喫茶室[広報 3]、売店[広報 3]
- 2F：リハビリ庭園
- 8F：レストラン[広報 3]
- 駐車場：一般用427台[広報 1]、身障者用10台[広報 1]、バス1台、職員用436台、合計874台[要出典]
- 駐輪場：185台[広報 1]

## 交通
- JR東海道本線・名鉄蒲郡線 蒲郡駅から名鉄バスの西浦病院循環線に乗車（約15分）「蒲郡市民病院」バス停留所下車。
- JR東海道本線 三河三谷駅から蒲郡市コミュニティバス「とがみくるりんバス」に乗車、（左回り：16分・右回り：35分）「蒲郡市民病院」バス停留所下車。
- 北側に国道247号（中央バイパス）が通る。